# Department of the Prime Minister and Cabinet (Australien)

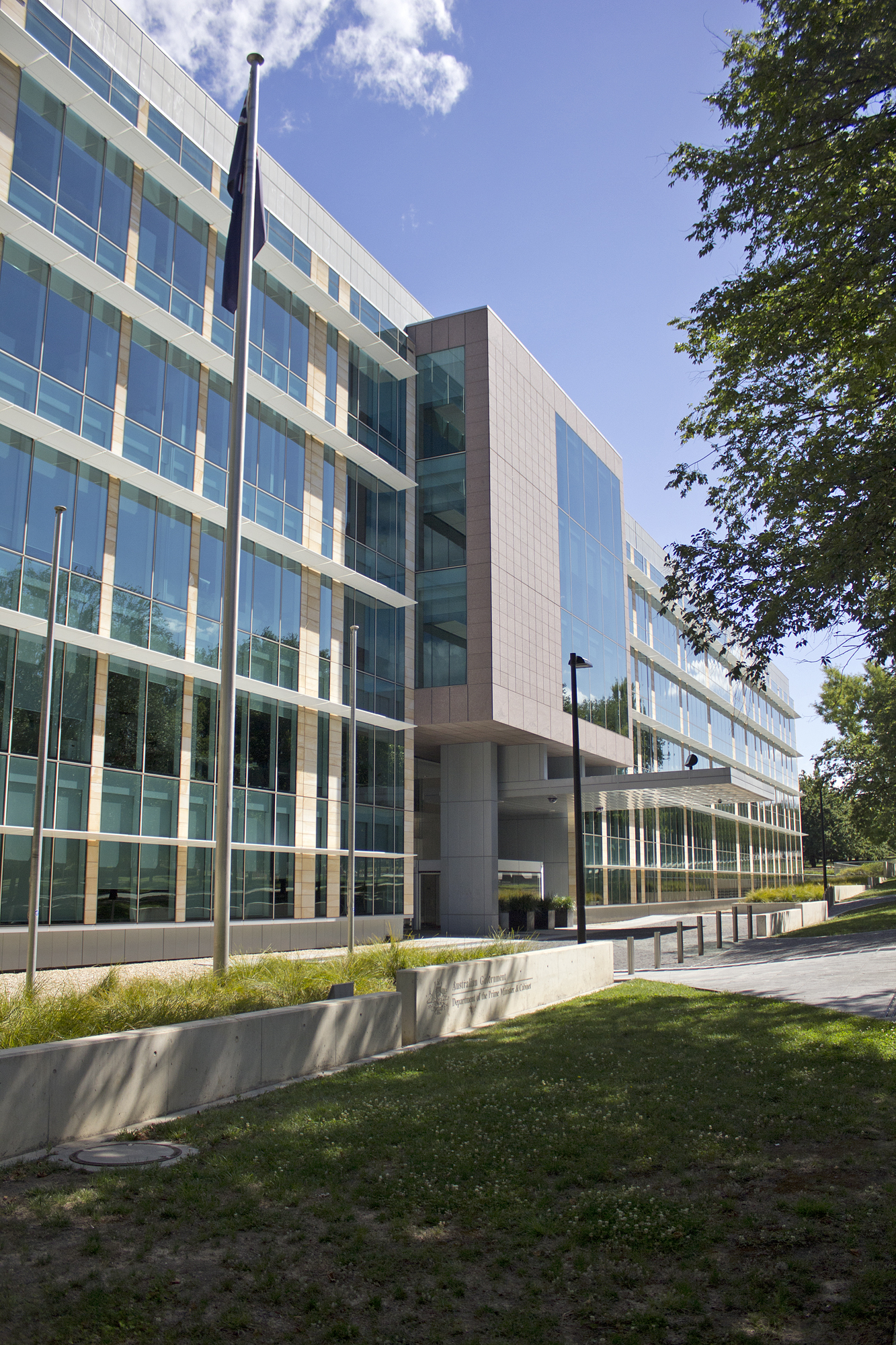
Gebäude des Department of the Prime Minister and Cabinet in Barton, Australian Capital Territory (2011)

Das Department of the Prime Minister and Cabinet (PM&C) ist ein Ministerium der australischen Bundesregierung. Es ist das Ministerium des Premierministers und seines Kabinetts. Im weitesten Sinne ist es mit dem Bundeskanzleramt in Berlin vergleichbar.

## Geschichte
Seit der Gründung Australiens als Staat im Jahr 1901 gab es bis 1911 kein derartiges Ministerium, das dem amtierenden Premierminister zugeordnet war, sondern er verfügte über das Department of Foreign Affairs (deutsch: Außenministerium). Erst danach gab es das Prime Minister’s Department, bis es 1971 in das Ministerium für den Premierminister und sein Kabinett umgebildet wurde. 

## Organisationsstruktur

### Premierminister
Der Premierminister bestimmt die Richtlinien der australischen Politik und entscheidet zudem über die Zuständigkeit der einzelnen Ministerien und er ernennt die Minister. Kabinettsentscheidungen bedürfen de facto immer der Zustimmung durch den Premierminister, können nicht gegen seinen Willen getroffen werden. Die Macht des Premierministers wird allerdings durch eine Reihe von Einschränkungen begrenzt, denn sofern er als Vorsitzender seiner Partei abgelöst oder wenn ihm von Repräsentantenhaus das Vertrauen in einem Misstrauensvotum entzogen wird, muss er von seinem Amt zurücktreten bzw. vom Generalgouverneur entlassen werden.

### Ministerium
Die Aufgabe des Departments ist nach eigenen Angaben die Politik des Premierministers und seines Kabinetts in eine schlüssige, koordinierte und nach außen nachvollziehbare Form zu bringen, die zentralen Programm der Regierung zu koordinieren, offizielle Besuche, Veranstaltungen und Feiern zu unterstützen und staatliche Besitztümer zu verwalten.
Die Kompetenzen dieses Ministeriums reichen beträchtlich weiter als in den Staaten, die das Westminster-System anwenden, lediglich das neuseeländische Department of the Prime Minister and Cabinet hat vergleichbare Kompetenzen.
Das Ministerium ist in verschiedene Abteilungen gegliedert, in eine Kabinetts-, Wirtschafts-, Industrie-, Infrastruktur- und Umwelt-, Nationale Sicherheits-, Sozialpolitik- und Volks-, Ressourcen-, Kommunikations- und Abteilung für Internationales. Ferner gibt es weitere Sonderabteilungen, die temporär politische Einzelprobleme bearbeiten.
Die Position des Sekretärs des Ministeriums ist vergleichbar mit dem Kabinettsekretär in Großbritannien und Kanada.
Seit Dezember 2008 gibt es in Australien einen nationalen Sicherheitsberater, dies war von 2008 bis 2011 Generalmajor Duncan Lewis und seit 2011 war dies Margot McCarthy.